# 实证经济学
實證經濟學是经济学的一种方法论，用于描述，解釋和预测经济中的事实、情况和关系，又称为描述经济学。是西方经济学中按研究内容和分析方法与规范经济学相对应的一个分支。是经济学的一种重要运用方式。

从原则上说，实证经济学是独立于任何特殊的伦理观念的，不涉及价值判断，旨在回答“是什么”、“能不能做到”之类的实证问题。它的任务是提供一种一般化的理论体系，用来对有关环境变化对人类行为所产生的影响做出正确的预测。对这种理论的解释力，可以通过它所取得的预测与实际情况相对照的精确度、一致性等指标来加以考察。如，现在的失业率是多少？较高水平的失业率如何影响通货膨胀？汽油税又会怎样影响汽油的消费量？等等，这些问题只有通过诉诸节实才能解决。这些问题有可能比较容易。也可能很难，但是它们都属于实证经济学的范围。
实证经济学还剩下两个问题存在着重大分歧：即货币的作用和通货膨胀理论。这些有分歧的问题亦是现代经济中最显眼的政策问题。